# Paedophryne verrucosa
Espèce
Paedophryne verrucosa est une espèce d'amphibiens de la famille des Microhylidae.

## Répartition

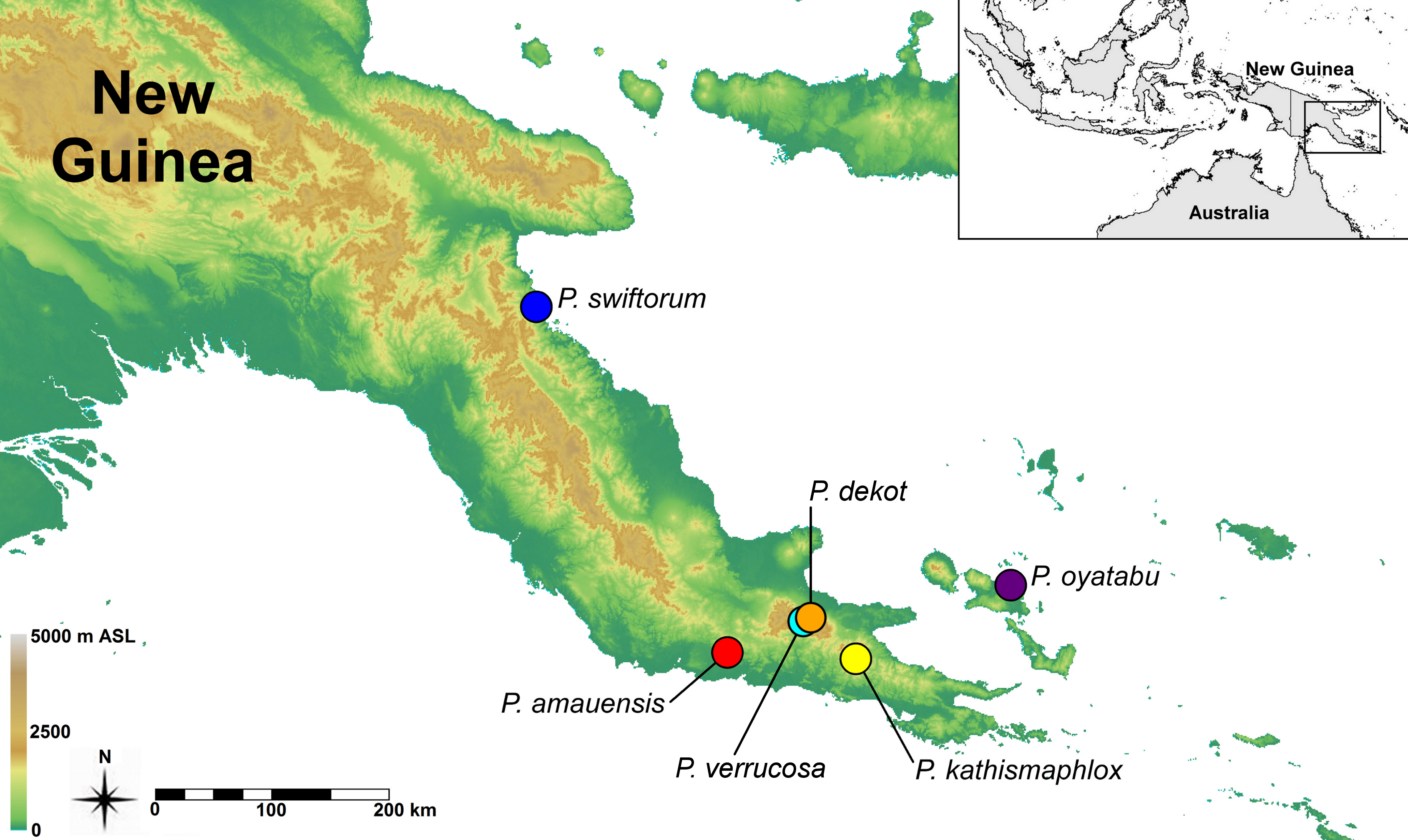
Point bleu clair : site de découverte de Paedophryne verrucosa.

Cette espèce est endémique de la province de Baie Milne, en Papouasie-Nouvelle-Guinée. Elle a été découverte à 1 860 m d'altitude, sur le versant Sud-Est du mont Suckling.

## Description
Paedophryne verrucosa mesure entre 8,1 et 8,9 mm pour les mâles et entre 8,8 et 9,3 mm pour les femelles. Son dos est brun avec des mouchetures noires. Sa tête et son ventre sont noires avec des mouchetures gris pâle. La partie postérieure de son abdomen est brune. La peau de son dos est très verruqueuse.
Cette espèce vit dans la litière de feuilles des forêts pluvieuses de montagne.

## Étymologie
Son nom d'espèce, du latin verrucōsa, « qui porte des verrues », lui a été donné en référence à l'aspect de sa peau.

## Publication originale
- Kraus, 2011 : At the lower size limit for tetrapods, two new species of the miniaturized frog genus Paedophryne (Anura, Microhylidae). Zookeys, vol. 154, p. 71–88, doi:10.3897/zookeys.154.1963. (texte intégral).